# Régiment des chasseurs d'Alsace
Pour les articles homonymes, voir Alsace (homonymie).
Le régiment des chasseurs d'Alsace est un régiment de cavalerie du royaume de France créé en 1666 sous le nom de régiment d'Humières cavalerie,  devenu sous la Révolution le 1er régiment de chasseurs à cheval.  

## Création et différentes dénominations
- 24 septembre 1651 : création du régiment d'Humières cavalerie
- 18 avril 1661 : le régiment est licencié
- 7 décembre 1665 : le régiment est rétabli sous le nom de régiment d'Humières cavalerie
- 24 mai 1668 : le régiment est licencié
- 26 février 1670 : le régiment est rétabli sous le nom de régiment d'Humières cavalerie
- 11 février 1676 : renommé régiment de Seyssac cavalerie
- 1695 : renommé régiment de Villeroy cavalerie
- 1718 : renommé régiment d'Alincourt cavalerie
- 20 janvier 1733 : renommé régiment de Conti cavalerie
- 25 mars 1776 : transformé en dragons, il prend le nom de régiment de Conti dragons
- 12 septembre 1776 : renommé régiment de Boufflers-Rouvrel dragons également appelé régiment de Boufflers dragons
- 17 mars 1788 : prend le titre de régiment des chasseurs d'Alsace
- 1er janvier 1791 : devient le 1er régiment de chasseurs à cheval
- 12 mai 1814 :  prend la dénomination de régiment de chasseurs à cheval du Roi
- 20 avril 1815 : le régiment redevient le 1er régiment de chasseurs à cheval
- 16 juillet 1815 : comme l'ensemble de l'armée napoléonienne, il est licencié à la Seconde Restauration
- 30 août 1815 : recréé sous le nom de régiment de chasseurs à cheval de l'Allier
- 17 novembre 1826 : prend le nom de régiment de chasseurs à cheval de Nemours
- 19 février 1831 : renommé 1er régiment de chasseurs à cheval.

## Mestres de camp et colonels
- 24 septembre 1651 : Louis de Crévant, marquis d'Humières
- 1653 : N. de Crévant, marquis d'Humières
- 11 février 1676 : François de Neufville de Villeroy comte de Seyssac
- 21 septembre 1695 : N. Neufville chevalier de Villeroy, fils du précédent, † 1700
- 20 février 1700 : François de Neufville de Villeroy (2e fois)
- 15 mars 1718 : N. Neufville de Villeroy marquis d'Alincourt
- 20 janvier 1733 : N. marquis de Bourzac
- 6 mai 1739 : César Gabriel de Choiseul-Chevigny et La Rivière, comte de Choiseul
- 1744 : N. comte de Langhac
- 6 février 1756 : Philibert Allyre marquis de Langhac
- 3 février 1770  : Louis Édouard marquis de Boufflers-Rouvrel
- 10 mars 1788 : Louis Marie vicomte de Noailles
- 23 novembre 1791 : Armand Désiré de Richelieu, duc d'Aiguillon
- 18 décembre 1791 : Philippe de Murat

## Étendards
6 étendards « de ſoye aurore, Soleil d’or au milieu, les armes de Conty & fleurs de lys brodées en or aux coins, & frangez d’or ».

Étendards du régiment de Conti cavalerie
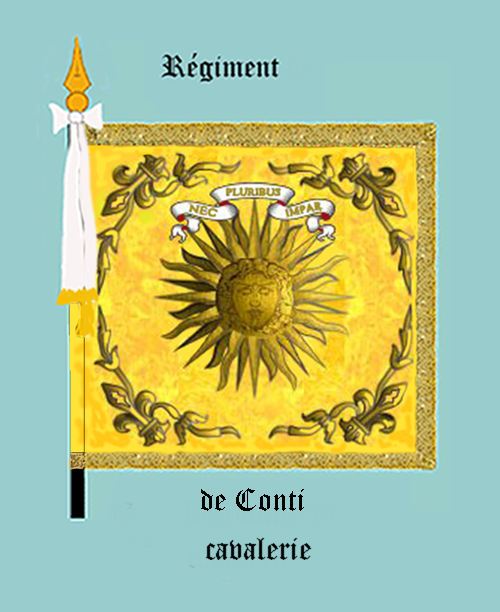
suivant les ordonnances de 1737, avers
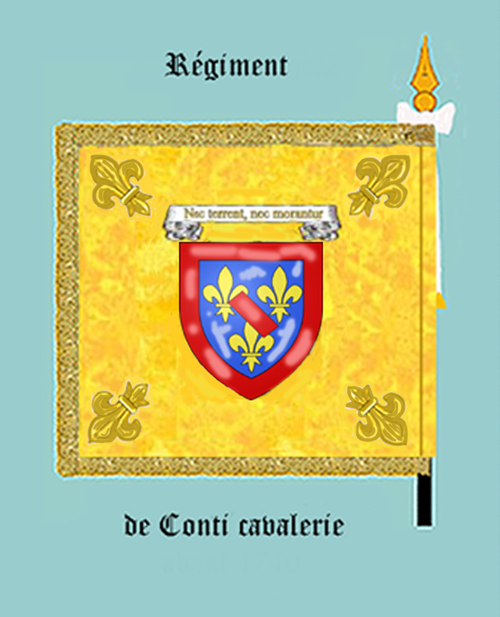
suivant les ordonnances de 1737, revers

6 étendards « de ſoye jonquille, Soleil & deviſe du Roi en or d’un côté, & de l’autre un Aigle volant à travers les foudres & les éclairs, & ces mots pour deviſe : nec terrent, nec morantur, brodez & frangez d’argent ».

## Habillement

Uniformes de cavalerie
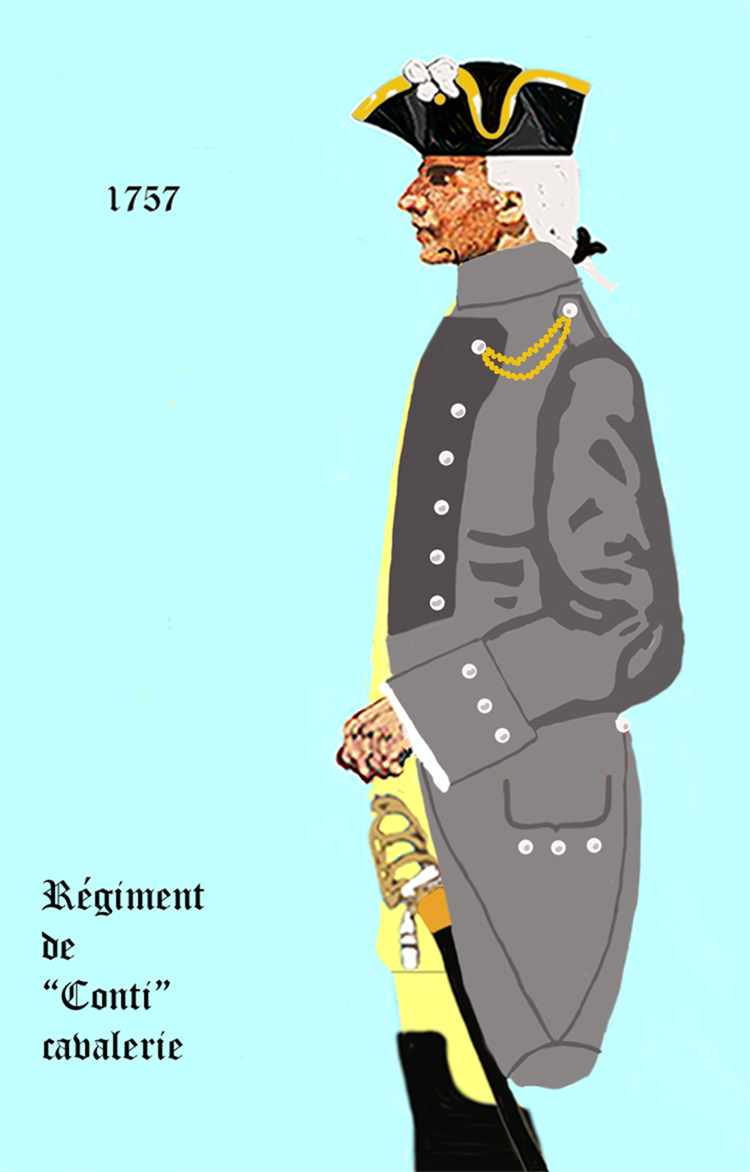
régiment de Conti cavalerie de 1757 à 1762
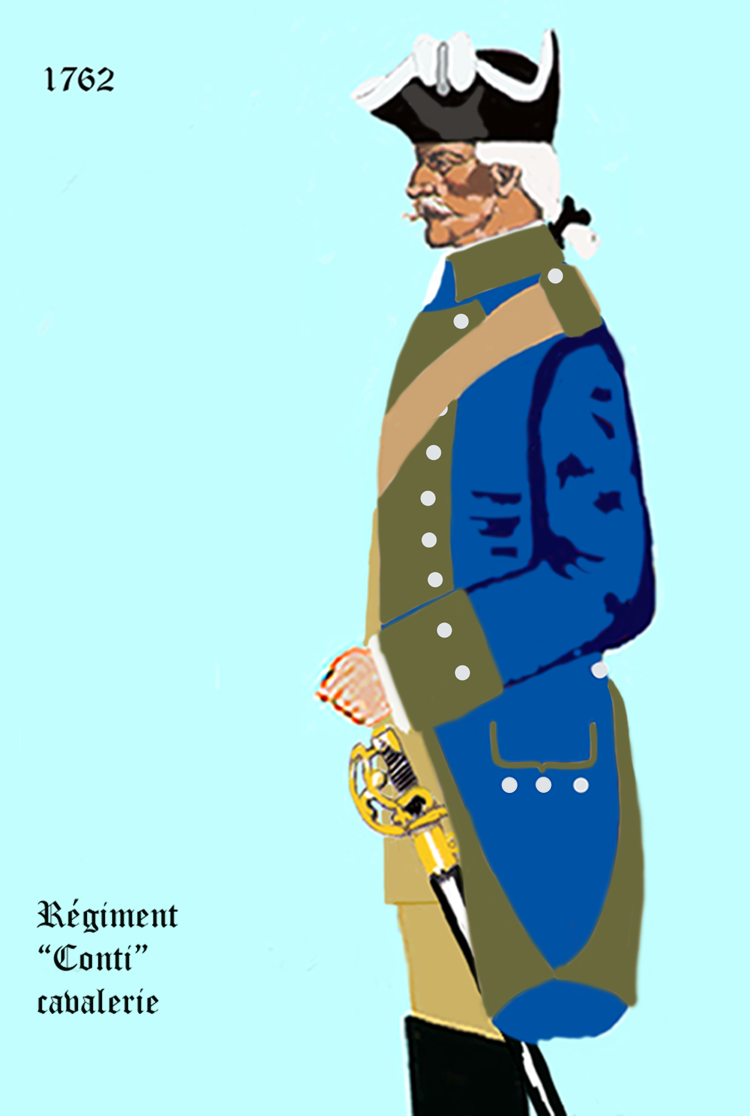
régiment de Conti cavalerie de 1762 à 1767
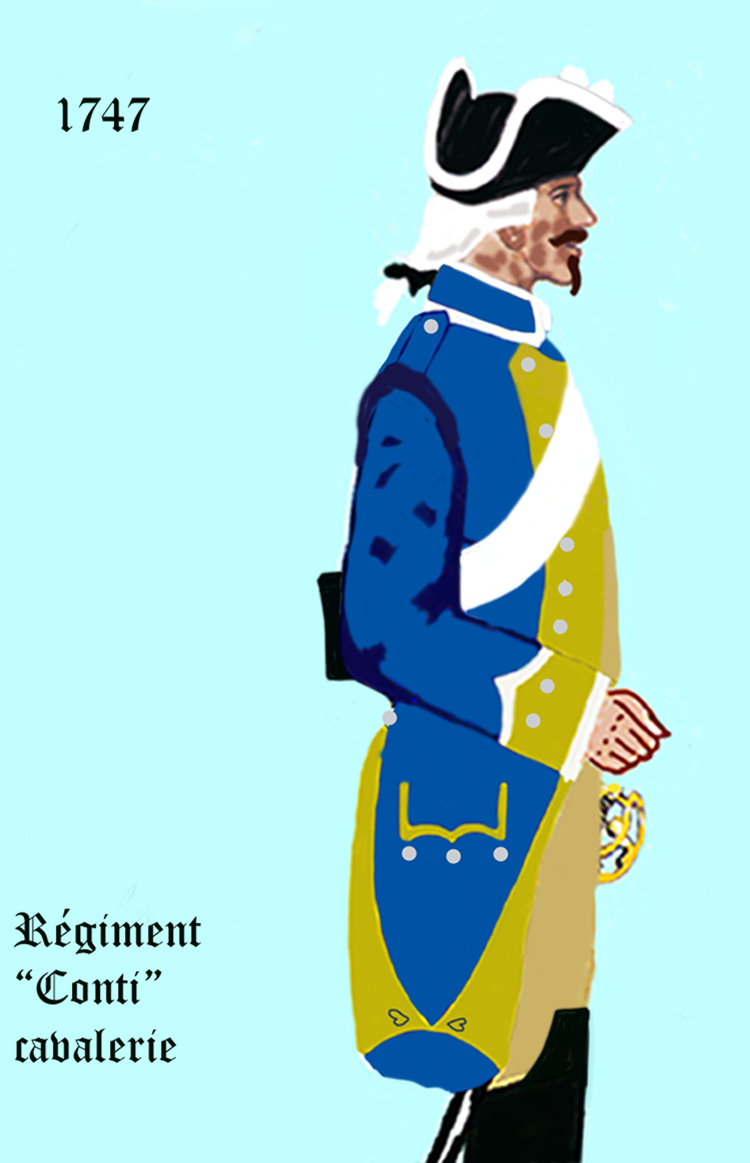
régiment de Conti cavalerie de 1767 à 1776

Uniformes de dragons
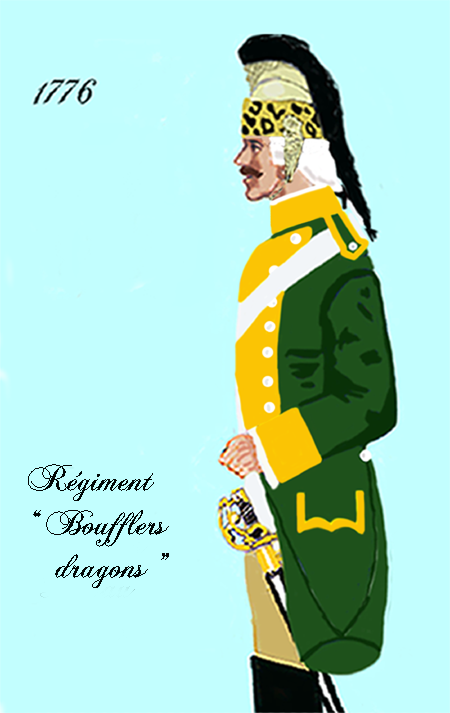
régiment de Boufflers dragons de 1776 à 1779
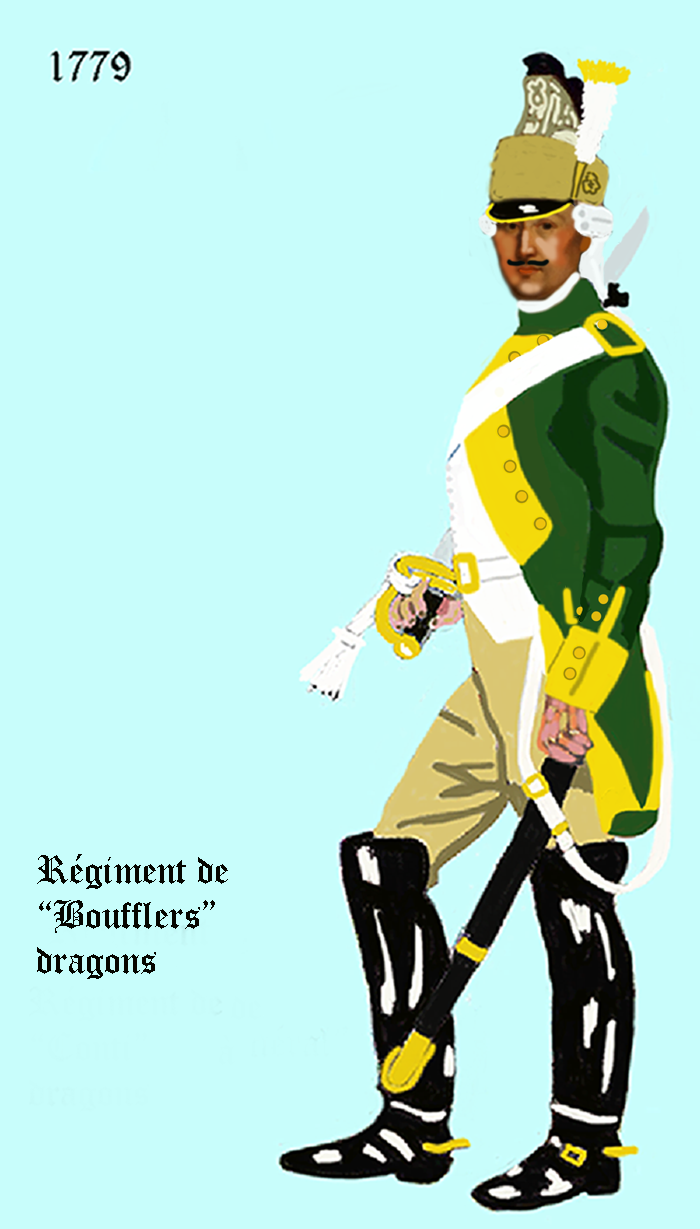
régiment de Boufflers dragons de 1779 à 1786
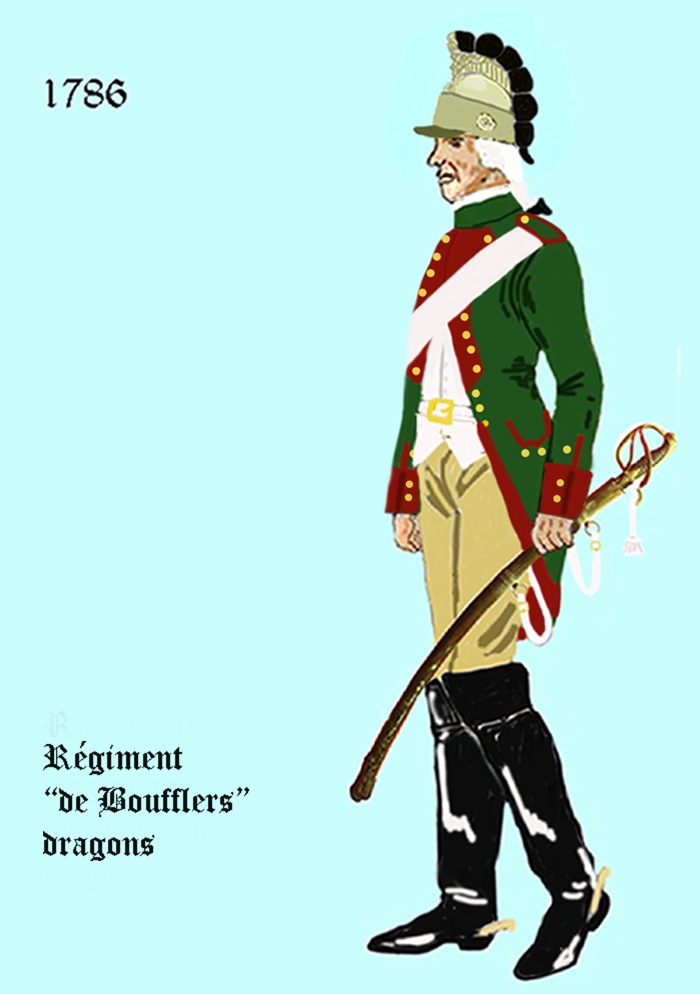
régiment de Boufflers dragons de 1786 à 1788

Uniformes de chasseurs à cheval
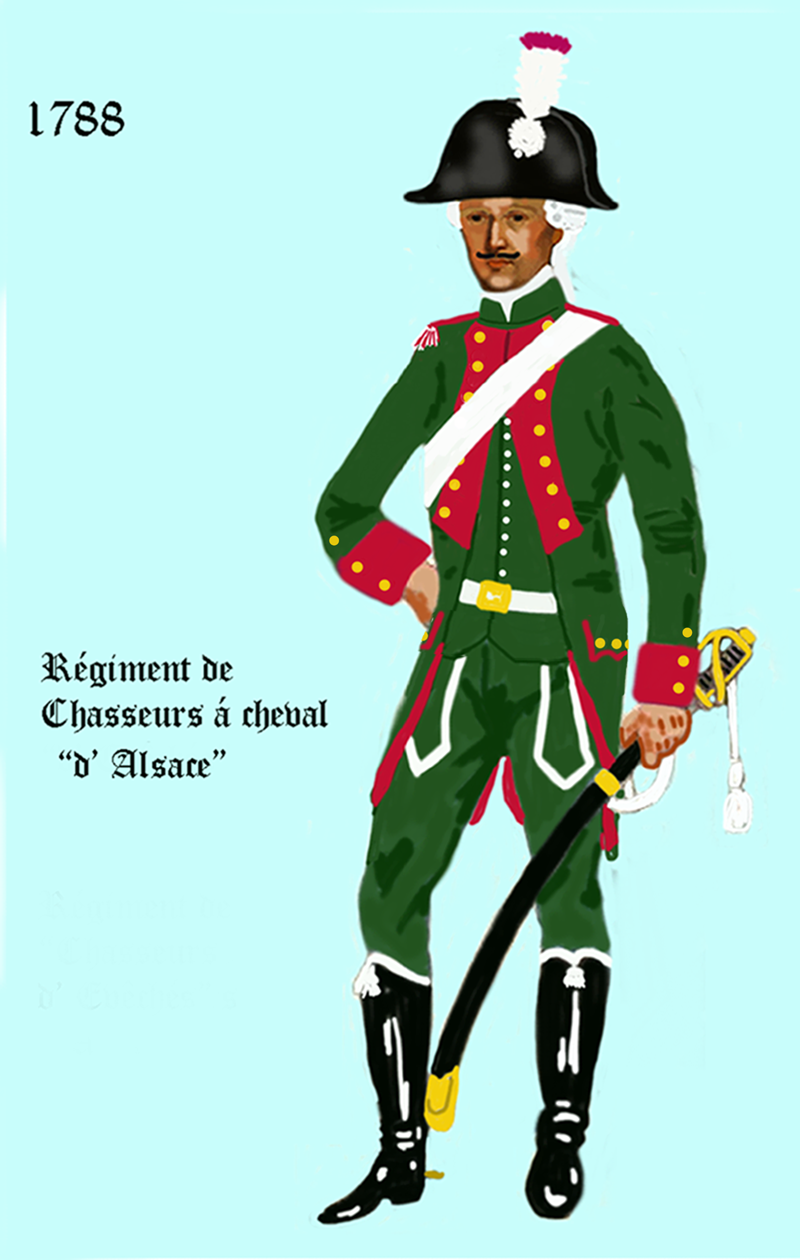
régiment de chasseurs à cheval d'Alsace de 1788 à 1789
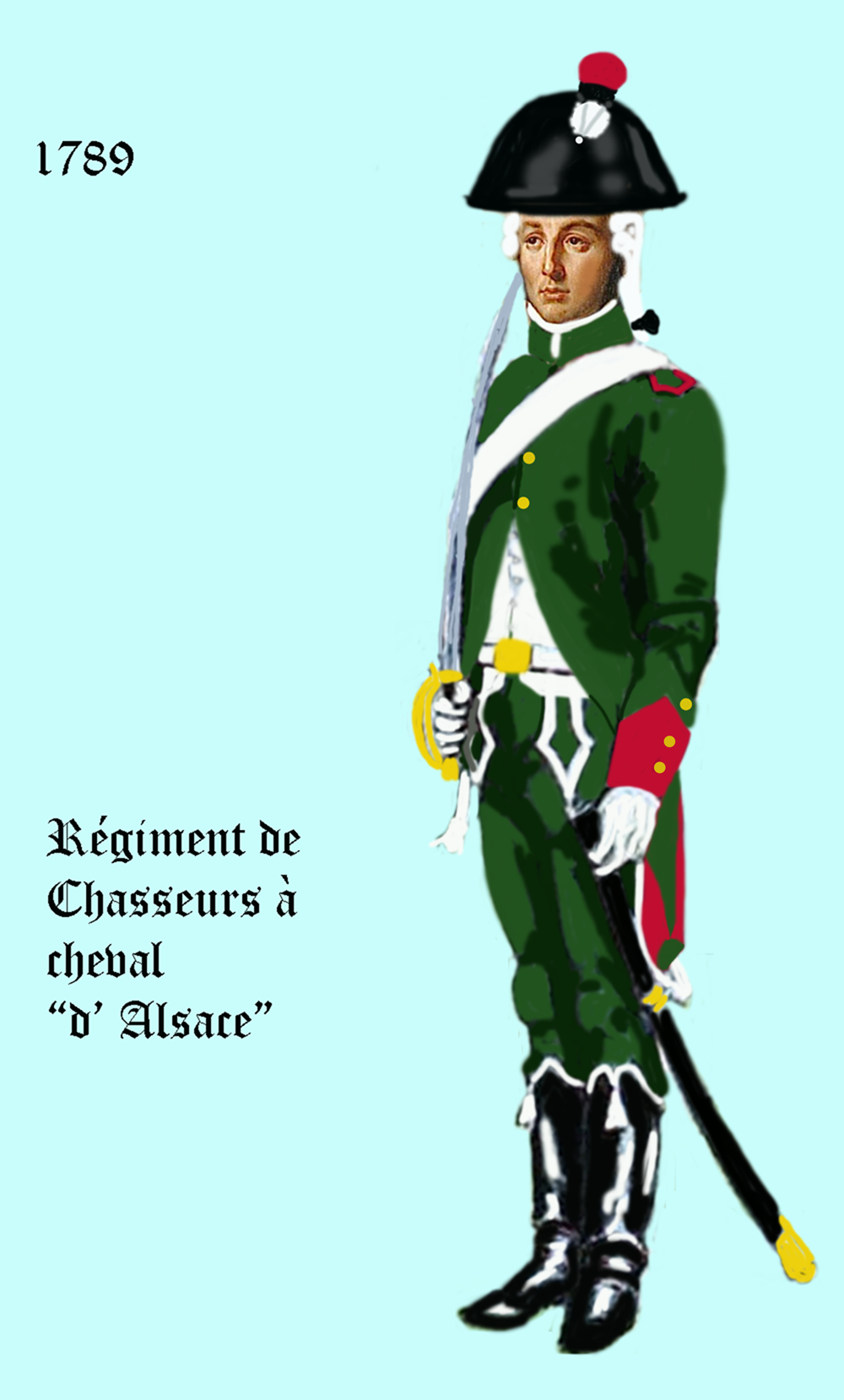
régiment de chasseurs à cheval d'Alsace de 1789 à 1791
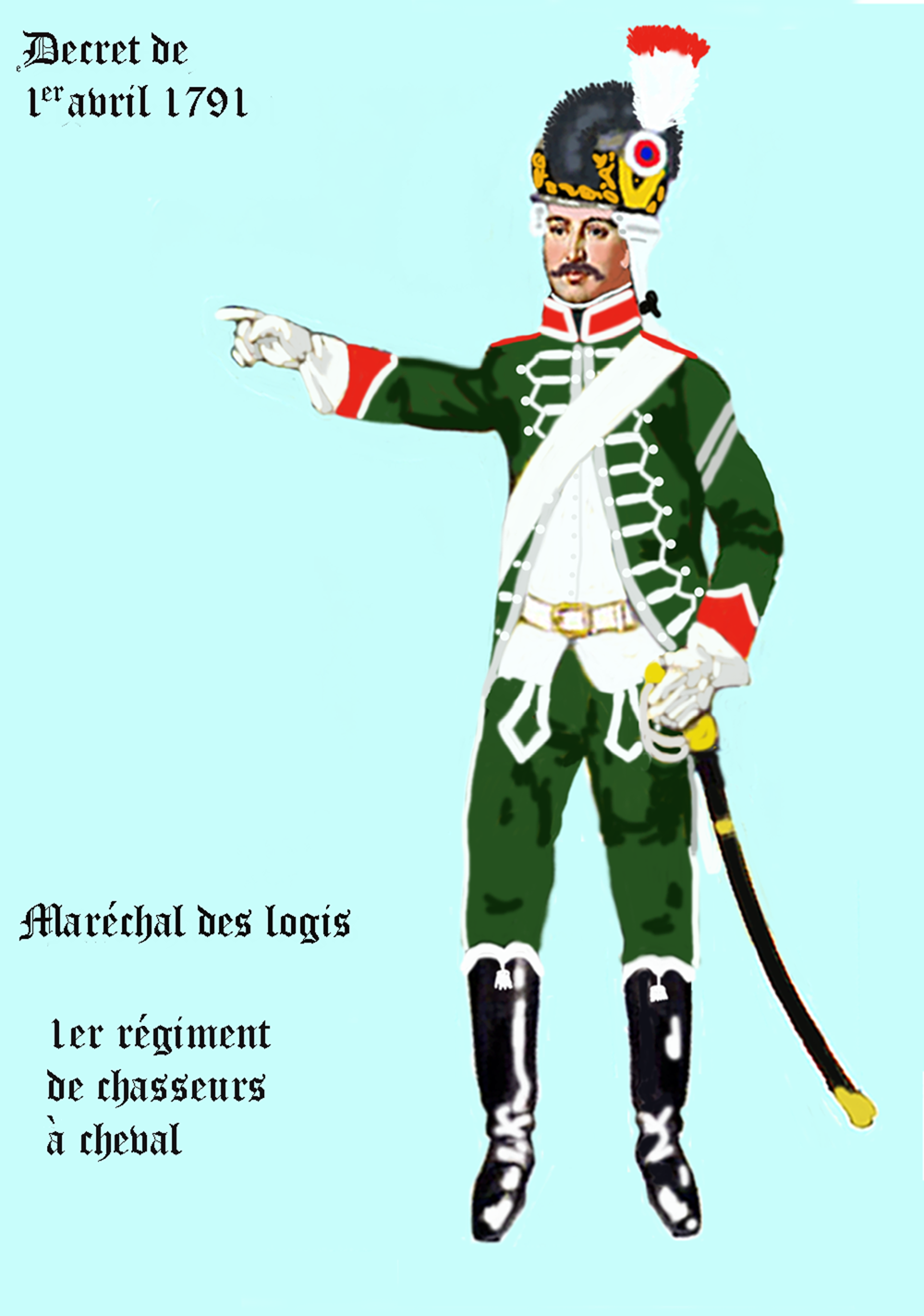
1er régiment de chasseurs à cheval par décret de 1791